# Psychoda harrisi
Psychoda harrisi és una espècie d'insecte dípter pertanyent a la família dels psicòdids.

## Descripció
- Mascle adult: antenes de 16 artells (els núms. 13-15 fusionats), ales esveltes i vèrtex de l'edeagus fortament recorbat i acabat en una mena de bec.
- Femella adulta: antenes amb 16 artells i placa subgenital allargada, més alta que ampla, trilobulada, en forma de "Y" i amb una mena de vareta interior.
- És una espècie subjecta a una gran quantitat de variacions: la més notable n'és la grandària de les ales car llur longitud pot variar des d'aproximadament 1 mm a 3.[5][6][7]

## Hàbitat
Els adults són freqüents entre la brossa humida dels jardins o els fems de vaca o de pollastre.

## Distribució geogràfica
Es troba al Iemen, Taiwan, Borneo, l'Índia, Malàisia, les illes Filipines (Luzon, Palawan, Negros i Mindanao), el Japó (les illes Ryukyu), Austràlia (Nova Gal·les del Sud, Austràlia Meridional, Tasmània, Victòria, Austràlia Occidental i el Territori de la Capital Australiana), Indonèsia, Papua Nova Guinea, la Micronèsia (illes Carolines), les illes Hawaii i Nova Zelanda.

## Observacions
L'àmplia distribució geogràfica d'aquesta espècie és deguda a la seua propagació gràcies a les activitats comercials humanes.